# Енгуярви
Енгуярви — озеро на территории Луусалмского сельского поселения Калевальского района Республики Карелии.

## Общие сведения
Площадь озера — 3 км², площадь водосборного бассейна — 50,8 км². Располагается на высоте 152,1 метров над уровнем моря.
Форма озера лопастная, продолговатая: оно вытянуто с северо-запада на юго-восток. Берега изрезанные, каменисто-песчаные, преимущественно возвышенные.
Через озеро течёт безымянный водоток, протекающий через цепочку озёр Кангиярви → Хирвисъярви → Енгуярви → Анкиярви и впадающий в итоге в озеро Вайкульское. Через последнее протекает река Писта, впадающая в озеро Верхнее Куйто.
В озере расположено не менее шести безымянных островов различной площади.
Код объекта в государственном водном реестре — 02020000811102000004531.